# Louis Isidore Duperrey
Louis-Isidore Duperrey (Paris, 1786 — 1865) foi um explorador francês. Descobriu a ilha de Nanumaga em 1824. 